# Трутнєв Юрій Петрович
 Юрій Петрович Трутнєв  (нар. 1 березня 1956, Перм, Пермський край, РРФСР, СРСР) — російський політичний діяч. Заступник голови Уряду Російської Федерації — повноважний представник Президента Російської Федерації в Далекосхідному федеральному окрузі, член Ради безпеки РФ з 31 серпня 2013 року.

## Життєпис
Народився 1 березня 1956 року в селищі Полазна, недалеко від Молотова в сім'ї нафтовиків.
У 1978 році закінчив гірничий факультет Пермського політехнічного інституту за спеціальністю гірничий інженер. За фахом працював під час навчання в Інституті — помічником бурильника, оператором з видобутку нафти і газу в НГДУ «Полазнанефть» і «Комінефть».
У 1978 році після закінчення інституту був розподілений в Пермський науково—дослідний і проектний інститут нафтової промисловості. У Пермніпінефть працював молодшим науковим співробітником.
У 1981—1986 роках — перебував на комсомольській роботі. Працював інструктором у Пермському міському комітеті ВЛКСМ.
У 1986—1988 роках — очолював Комітет у справах спорту Пермського обласного виконкому.
У 1988 році Трутнєв разом з партнерами створив кооператив «Контакт», який займався розробкою і виробництвом спортивних тренажерів; тренажери реалізовувалися, в основному, в різні державні організації. У 1990 році очолив створену на базі кооперативу компанію «екс ЛІМІТЕД».
У 1994 році був обраний депутатом Законодавчих зборів Пермської області і Пермської міської думи. У законодавчих зборах очолив Комітет з економічної політики та податків.
У грудні 1996 року був обраний мером Пермі, отримавши 61 відсоток голосів виборців.
У грудні 2000 року обраний губернатором Пермської області. У першому турі голосування здобув перемогу над чинним губернатором Геннадієм Ігумновим, отримавши 51 відсоток голосів виборців. За повідомленнями преси, Трутнєву у виборах надала підтримку бізнес-Спільнота, в тому числі Дмитро Риболовлєв і Андрій Кузяєв. У період губернаторства Трутнєва було розпочато перший в сучасній Росії процес об'єднання регіонів — Пермської області з Комі-Пермяцьким автономним округом, а 7 грудня 2003 року успішно проведено референдум по об'єднанню.
9 березня 2004 року указом президента Російської Федерації був призначений на посаду міністра природних ресурсів в уряді Михайла Фрадкова.
У травні 2004 року після вступу на посаду обраного на наступний термін президента Російської Федерації Володимира Путіна знову призначений на посаду міністра природних ресурсів Російської Федерації.
22 травня 2012 року призначений помічником Президента Російської Федерації. Обов'язками призначено курирування Держради. Поступився мандат депутата Державної Думи VI скликання Анатолію Ломакіну.
31 серпня 2013 року Трутнєв призначений заступником Голови Уряду Російської Федерації — повноважним представником Президента Російської Федерації в Далекосхідному федеральному окрузі. Перепризначений на посаду при формуванні нового Уряду Російської Федерації 18 травня 2018 року і 21 січня 2020 року.